# Rubricatochromis letourneuxi
Rubricatochromis letourneuxi – gatunek słodkowodnej ryby z rodziny pielęgnicowatych (Cichlidae). Bywa hodowana w akwariach. Z wyglądu jest podobna do akary czerwonej (Rubricatochromis bimaculatus).

## Występowanie
Afryka Północna, dorzecze Nilu.

## Opis
Długość standardowa do około 12 cm.

## Warunki w akwarium
| Zalecane warunki w akwarium | Zalecane warunki w akwarium |
| --------------------------- | --------------------------- |
| Zbiornik                    | średni lub duży             |
| Temperatura wody            | 22 – 25 °C                  |
| Twardość wody               | do 15°n                     |
| Skala pH                    | 7,0                         |
| Pokarm                      | żywy, płatkowany, mrożony   |